# 叙利亚内战年表 (2012年5月—2012年8月)
本页面记述2012年5月至8月叙利亚内战的主要事件。

## 五月

### 上旬
5月1日
LCC报道45个平民被害，其中18人死于伊德利卜省的一次屠杀事件中。
联合国负责维和行动事务的副秘书长Hervé Ladsous表示，政府军与反对派双方都违反了4月12日达成的停火协议。
5月2日
叙利亚人权观察报道，包括两名上校在内的15个当局士兵、2名反对派士兵，死于阿勒颇省的一次冲突。
人权观察报道，在最近两周的停火期间，政府军在伊德利卜打死了至少95个平民，并摧毁了数百栋房屋。
当天有30个平民被部队打死。
5月3日
大约1500个学生在阿勒颇大学的校园举行反政府示威，随后部队和沙比哈使用催泪弹和枪火攻击了示威者以试图驱散他们。报道说有200个学生被关押，该大学也宣布暂停所有教学课程。
25个平民被部队打死，其中包括至少四名阿勒颇大学的学生。
5月4日-“我们的忠诚就是我们的救赎星期五”
当天的口号是“our loyalty is our salvation”。大型抗议活动发生于阿勒颇省、大马士革省、伊德利卜省、德拉省、霍姆斯和哈马。而在大马士革和阿勒颇，至少12名抗议者被部队打死。LCC报道全国有37个平民死亡。
刚从伊德利卜访问归来的大赦国际顾问Donatella Rovera报道说，在伊德利卜有许多被怀疑是亲反对派的人士被部队处决。
安南发言人Ahmad Fawzi在日内瓦对记者说“和平计划正在落实”。美国官员表示，叙政府的许多暴力行径已经导致计划失败。
5月5日
叙人权观察报道，在阿勒颇Al Sukari地区有至少5人死于洗车机的汽车爆炸。一名自由军成员宣称对这次袭击事件负责，并表示洗车机是效忠叙当局的士兵所使用的。
路透社报道，位于杜马地区的当局部队坦克并没有按照4月12日的休战协议而如期撤出。
LCC报道，全国有25个平民被部队打死。
5月6日
科威特新闻社（KUNA）报道，包括一名妇女和一个孩子在内的9个平民被叙部队打死。LCC报道，当天共20人被部队打死，其中包括在伊德利卜发现的8具尸体和一个变节士兵。
5月7日
LCC报道，35个平民被部队打死，其中包括在伊德利卜发现的一些坟墓。
5月8日
LCC报道，23个平民被部队打死。
5月9日
LCC报道，20个平民被部队打死。若干当局士兵被自由军打死。
5月10日
至少55人死于大马士革的汽车炸弹袭击，另有372人受伤。反对派组织否认跟袭击事件有任何关联。媒体将袭击事件归因于一个小的基地组织Al-Nusra Front，因为该组织曾宣称对以前发生在大马士革和阿勒颇的炸弹袭击事件负责。联合国停战监视机构（UNTSO）的负责人罗伯特·穆德表示担心叙利亚陷入无法控制的种族战争泥潭。
联合国安理会谴责炸弹袭击事件，并敦促叙各方“立即全面地”执行安南提出的六点和平计划。俄罗斯外长谢尔盖·拉夫罗夫称一些国家要为这个袭击事件承担责任。LCC则表示是叙政府精心策划了这次袭击事件，以凸显俄罗斯的立场。美国常驻联合国代表苏珊·赖斯说现在就断言和平计划已经失败还为时过早，她证实美国为反对派提供了一些通信器材的资助，不过并没有提供武器支持。
LCC报道，37个平民被部队打死，其中10人死于霍姆斯。

### 中旬
5月11日-“真主将为我们减轻痛苦和带来胜利星期五”
当天的口号是"Victory from God and Soon Relief"。大型抗议活动发生于阿勒颇、大马士革、伊德利卜省、德拉省、霍姆斯和哈马。截止中午，部队在大马士革和阿勒颇至少打死14名集会者。
Al-Nusra Front发布视频宣称对前一天大马士革发生的爆炸事件负责。然而不久后，Al-Nusra Front否认是他们干的，并说视频是伪造的。
两名于三月份被捕的土耳其记者在伊朗的斡旋下被释放。
5月12日
LCC报道，截止中午有20个平民被部队打死。
5月13日
LCC报道，30个平民被部队打死。
5月14日
LCC报道，截止中午至少14个平民被部队打死。
23个进攻拉斯坦的当局士兵被自由军打死，之后当局部队猛烈袭击拉斯坦。
5月15日
在联合国监督员访问的城镇Khan Sheikhoun，至少21名参加葬礼的人被部队打死。而一名反对派指挥官表示死亡数字是至少50人。而在这次袭击中，联合国团队的车辆也受到损害，不过没有监督员受伤。
LCC报道，至少63个平民被部队打死，其中33人死于伊德利卜。
5月16日
至少40个平民被部队打死，其中21人在霍姆斯Shammas地区遭到处决。
一名前叙国家电视台的制作人告诉路透社说，许多在国家电视台上供认自称为恐怖分子的人是假冒的。她表示“一些人是因参与反政府集会而被捕的普通民众，一些是等待审判的刑事犯罪分子”，“这些假冒者被告知如果供认为恐怖分子就会得到释放”。
5月17日
34个平民被部队打死。当局部队猛烈炮击拉斯坦。
5月18日-“阿勒颇大学的英雄们星期五”
当天的口号是"Friday of the Heroes of Aleppo University"，当天阿勒颇出现了单一最大规模的一场示威活动。Salahadin与Shukour地区都各有数万民众参与，而在阿勒颇其他地方也有数万人的抗议集会。大马士革及其郊区、伊德利卜省、德拉省、霍姆斯省、哈马省、拉塔基亚省和代尔祖尔省也都有大型抗议的发生。全国许多地方都有示威者遇难，包括大马士革中央的Tandamoun地区。截止中午有至少23人被害。
5月19日
代尔祖尔发生了一起针对情报机构的炸弹袭击，导致9名当局士兵死亡，另有100人受伤。
LCC报道，26个平民被部队打死。
5月20日
凌晨，自由军在大马士革中部对当局部队发动广泛的袭击。Kafer Souseh, Mezzeh, Malki, 和 Ruk al Adn这几个地区都发生了密集的交火。当局部队开始封闭Ummayid广场与absereen广场，并封闭了中心地区的Al Shami医院。自由军大马士革委员会宣布，Al Sahabeh营实施的一次军事行动成功毒杀了八名巴沙尔·阿萨德政府内政部与国防部的核心军官成员。叙内政部长Mohammed Shaar否认有高官遭到暗杀，称如此消息是“毫无根据的”；他也否认在首都发生了猛烈的交火。
叙人权观察报道，复兴党伊德利卜地方分支领导人Adib Habb al-Rumman已被自由军暗杀。该组织也表示，自由军在最近的几周加大了对叙执政当局的长官与军官的暗杀力度。
截止中午，有至少28个平民遇难，主要发生于遭到当局部队猛烈袭击的哈马省的Soran、哈马、和大马士革杜马地区。全天则有超过60平民死亡。

### 下旬
5月21日
截止中午，有5个平民、11个自由军战士和22个当局士兵死亡。大多士兵死于当局部队进攻阿勒颇的Atrarib的过程中。LCC报道，全天有33个平民被部队打死。叙人权观察报道，当天共有31个当局士兵死亡。
5月22日
在大马士革的Qaboun地区，至少5人死于一个炸弹。
LCC报道，至少25个平民被部队打死。
5月23日
23个平民被部队打死，其中6人死于霍姆斯。
5月24日
40个平民遇难。203个政府军变节加入反对派，其中包括3名军官。一名自由军军官表示，自由军目前已经遍及叙利亚的各个地区。一名变节加入反对派的准将说，为了制止叙当局部队实施的“种族灭绝”，国际社会需要为叙民众建立一个安全区。
5月25日-“在大马士革会合星期五”
当天的口号是"Friday of Rendezvous in Damascus"，大型抗议活动如期举行。大型示威发生于阿勒颇、大马士革及其郊区、霍姆斯、哈马、卡米什利、德拉省、伊德利卜省和代尔祖尔省。在阿勒颇中部有数万人参加的集会遭到部队枪击，导致多人遇难。
而在霍姆斯省的胡拉镇，有包括许多妇女与儿童在内的平民死于当局部队与其雇佣的沙比哈实施的一场大屠杀中：这场杀戮由当局部队欲强占胡拉而引发。对此，联合国秘书长潘基文谴责叙当局部队每天所实施的“滥用武力不可接受的暴力行径”，他称叙政府持续使用重型武器造成大量的人道灾难。他说联合国和平计划只起了“很小的进展”。
全天共有153人死亡，其中110人死于胡拉大屠杀中（其中至少49个儿童），另外43人死于其他地方。
5月26日
聯合國敘利亞監督團抵達敘利亞中部霍姆斯省胡拉鎮，考察被指25日夜間發生「屠殺」現場。联叙监督团负责人穆德以最强烈的措辞谴责发生在叙利亚霍姆斯胡拉镇的“残忍悲剧”。监督团成员在当地发现了92具尸体，其中32具为儿童。叙利亚自由军当天发表声明称，若联合国安理会不能采取紧急措施保护平民安危，将终止对安南特使的停火承诺。
自由军军事委员会领导人Mustafa Ahmed al-Sheikh表示，由于俄罗斯一直在支持着现政权，因此反对派已经对安理会不抱希望。
当天有65个平民被部队打死，其中25人死于霍姆斯。
5月27日
当局部队猛烈炮击哈马和大马士革郊区，造成至少30人死亡。
当天有51个平民被部队打死。
5月28日
截止下午，有28人被部队打死，其中9人死于哈马。
5月29日
72个平民被害，其中24人死于霍姆斯，28人死于代尔祖尔（包括发现的13具被处决的尸体，他们是一家电力公司的工人，由于举行抗议当局大屠杀的罢工活动而遇害）。根据联合国监督员的报告，这13人是双手被绑后遭到头部枪决而死的。监督团负责人表示这个事件是“完全无法原谅的行为”。
5月30日
早晨有46个平民被部队打死，其中10人死于大马士革的杜马地区。
自由军宣布他们给当局48小时的停火期限，以让国际和平计划得以实施，“我们只会进行自卫并保护平民、乡村和城市”。
叙利亚美国委员会领事负责人Hazem Chehabi在加州正式变节，他表示胡拉大屠杀让他不再支持“野蛮的叙利亚当局”。
同时，当局部队使用火炮和机枪继续攻击Tadlu和Houla地区，以迫使当地村民逃离该地。
5月31日
61个平民被部队打死，其中29人死于霍姆斯。
在霍姆斯省的Taldou（位于胡拉镇附近），一个男孩被当局的狙击手射杀。该地的居民由于恐惧开始逃离该地。

## 六月

### 上旬
6月1日-“胡拉的烈士们星期五”
当天抗议活动的口号是"Matyrs of Houla"，以悼念在胡拉遇难的上百民众。最大型的示威发生于阿勒颇、大马士革、哈马、霍姆斯、伊德利卜、德拉和代尔祖尔省。43个平民被部队打死，其中13人死于大马士革郊区。
在Al-Qusayr地区（霍姆斯附近），有13人遭到部队的处决。反对派说这13人在前往他们工作的国有化肥厂的路上遭到枪杀。
联合国人权理事会在日内瓦举行关于“叙利亚人权状况恶化和胡拉镇屠杀”的特别会议并通过决议认为叙利亚政府和亲政府民兵对胡拉镇屠杀事件负有责任。在联合国关于胡拉镇事件的调查正在进行的情况下，人权理事会特别会议当天表决通过了美国、土耳其和卡塔尔提交的决议草案。决议得到了41个人权理事会成员国的支持；俄罗斯、古巴、中国投了反对票；厄瓜多尔和乌干达投了弃权票。
6月2日
叙人权观察报道，当天总计96人被杀，其中33人是平民。Al Jazeera报道，当天有61名当局士兵在冲突中死亡。
LCC报道29个平民被部队打死，其中12人死于霍姆斯。
6月3日
至少42个平民被部队所杀，主要发生于伊德利卜和霍姆斯。
活动家报道，至少80名当局士兵被反对派打死。
6月4日
42个平民被部队打死，其中16人死于伊德利卜省。
6月5日
51个平民被部队打死，其中12人死于拉塔基亚的Haffeh。
6月6日
位于哈马省的Qubair村（位于Asilah 与 Abu Rubays以东），有86个村民被部队和Shabiha所杀，已有47个死者的身份得到确认。当天总计超过140个平民被杀。
在Arsal镇，几名黎巴嫩人试图从黎巴嫩进入叙境内时，与叙部队发生交火，导致一个黎巴嫩男子被杀，另外两、三名伤者目前下落不明。
6月7日
试图抵达艾库贝尔的联合国监督员由于受到政府军槍击而被迫返回。
叙人权观察报道，31个平民被部队打死。24个当局士兵被自由军打死，其中包括一名在德拉被暗杀的少将。
6月8日-“革命者与商人团结携手星期五”
当天的口号是"Revolutionaries and Traders Hand in Hand"，大批民众在街头示威，其中规模最大的发生在大马士革、阿勒颇、哈马、伊德利卜省、霍姆斯省、德拉省和代尔祖尔省，截止傍晚至少20个平民被部队打死。自由军与当局部队在中部大马士革发生激烈交火。当局部队也继续炮轰中部霍姆斯。
当天总计65个平民被部队打死，其中17人死于伊德利卜省。
英国Channel 4 News记者Alex Thompson当天在自己的博客 （页面存档备份，存于）中报道说，他曾被四名反对派士兵故意带到一个死亡圈套里（地点位于与黎巴嫩边境接壤的叙利亚Qusair镇，反对派士兵说这里是无战火地区，但却受到当局部队的袭击），因为如果他被当局部队打死的话对叙当局来说会是负面宣传新闻。
6月9日
活动家报道，当局部队在德拉市打死至少17人；一些报道说死亡的17人中包括妇女与儿童。叙人权观察与LCC都报道说，当天早上有许多人由于受到炮击而受伤。
SANA报道，超过150名被反对派打死的政府军、警察和执法人员于本周被埋葬。
LCC报道，当天96个平民被部队打死，主要发生在德拉和霍姆斯。炮击主要发生在霍姆斯、德拉、拉塔基亚与伊德利卜省。13个反对派士兵死亡，其中10人死于霍姆斯省。28个当局士兵死亡。
6月10日
LCC报道，53个平民被部队打死，其中26人死于部队对霍姆斯的炮击。而叙人权观察报道41个平民死亡。至少16个士兵死亡。
根据 Al-Qabas 报纸的报道，有许多科威特人加入了自由军的队伍。
自由军报道，他们曾短暂地攻占了霍姆斯北部的 al-Ghanto 防空基地，里面有一些地对空导弹和防空装甲车。自由军也表示他们收获了大量的武器和弹药。自由军指挥官在上传的一些网络视频中描述称，占领基地的自由军后来受到当局部队的袭击。后来该基地被当局部队使用武装直升机摧毁。
库尔德人活动家阿卜杜·巴塞特·希达当天被选为叙利亚全国委员会新一任主席。

### 中旬
6月11日
联合国监督员证实，当局部队使用直升机攻击了霍姆斯附近的一些城镇，导致许多妇女和儿童丧生。联合国也确认当局部队使用直升机朝异议人士开火。安南说他对这些报道“严重关切”，一名联合国发言人说“拉斯坦和 Talbiseh 正在遭受激烈的袭击”。
美国表示担忧叙当局准备在al-Heffa实施一次屠杀行动，因为当地发生的战斗导致68个当局士兵、23个反对派士兵以及29个平民死亡。该地也受到了当局部队猛烈的炮击。自由军表示为避免平民受到伤害他们已将平民从市中心转移走，不过郊区和外围地带依旧有轰炸发生。
109个平民被部队打死，其中36人死于伊德利卜（他们中有许多人被处决）。
叙人权观察报道，80个平民死亡，其中25人于伊德利卜省，9个平民死于德拉省的一个汽车爆炸。有至少7个反对派士兵和23个当局士兵死亡。
6月12日
联合国维和行动负责人Herve Ladsous表示，叙利亚目前的局势已经成为全面内战。
LCC报道，60个平民被部队打死，由于炮击其中23人死于霍姆斯，16人死于代尔祖尔。
叙人权观察报道，至少51个平民遇难，其中13人死于部队对阿勒颇几个城镇的轰炸，13人死于代尔祖尔。
17个当局士兵死亡，在大马士革省有一辆军用巴士受到袭击。
前叙利亚足球联合会主席 Marwan Arafat 被暗杀。
6月13日
自由军领袖Riad Assad宣布，自由军从 Al Heffeh 战略撤退。
LCC报道，77个平民被部队打死，由于炮击其中23人死于霍姆斯，12人死于哈马，10人死于代尔祖尔。
至少21个当局士兵死亡。
6月14日
60个平民被部队打死，其中19人死于霍姆斯，还有19人在大马士革的Hamourieh郊区被Shabiha杀害。
在Zaynab bint Ali圣地附近发生了一起装甲车爆炸，对圣地造成损坏和10人受伤。
6月15日-“自由叙利亚军准备就绪星期五”
当天的口号是"Readiness of the Free Syrian Army"。抗议活动主要发生于大马士革及其郊区、阿勒颇、伊德利卜省、德拉省、哈马省、霍姆斯省和代尔祖尔省。LCC报道，至少48个平民被部队所杀。
6月16日
LCC报道，77个平民被部队打死，主要发生在大马士革与霍姆斯。
16个当局士兵当天被打死。
自由军宣布重新控制al-Bayada。
联合国宣布，鉴于叙利亚日益增多的暴力活动，监督团中止监督任务。
6月17日
LCC报道，60个平民被部队打死，其中17人死于大马士革郊区，15人死于霍姆斯。拉斯坦、Talbiseh 与 中部霍姆斯重新遭受部队的猛烈炮击。
26个当局执法人员被杀，其中包括一名在大马士革被暗杀的陆军中尉。
6月18日
LCC报道，至少90个平民被部队所杀，主要发生在霍姆斯和大马士革。
28个当局士兵在冲突中死亡，主要发生在夜间。
据报道，根据一名俄罗斯官员表示，有两艘各载300名士兵、以及大量坦克的俄罗斯战舰驶往叙利亚；此外，也有未知数量的俄罗斯军事顾问正在叙境内帮助叙政府军训练如何使用俄式武器。
英国表示，俄方保证将一艘装载有武装直升机的俄罗斯轮船返航俄国。英国外长William Hague表示，这艘船只正在返回俄罗斯，“我们不鼓励任何人向叙利亚运送武器”。
6月19日
截止中午有31个平民被害，其中10人死于霍姆斯。
自由军呼吁“库尔德人兄弟”加入反抗巴沙尔政权的革命武装队伍，并保证说在未来民主的叙利亚库尔德人将会得到公平对待。自由军发言人说 “自由军联合司令 ... 呼吁我们库尔德人兄弟、士兵和平民，一起加入到自由军的编制中来，让我们并肩作战，让自由军战胜目前统治的黑帮集团”。声明也强调，库尔德人一直以来都是“携手建设国家和消除所有种族和信徒不平等待遇”的“一份子”。现任叙利亚全国委员会主席是一名库尔德人。
在拉塔基亚省的库尔德山地区（Kurdish Mountain）发生了冲突。当局部队与自由军的一系列对抗导致多人伤亡。一名反对派领导人表示战斗导致5名反对派士兵和28名当局部队士兵死亡。并且在20日又有大量人员受伤和多人被俘。
6月20日
LCC报道，66个平民被部队打死，其中17人死于大马士革郊区。
SOHR报道当天46个平民死亡，其中16人死于哈马，10人死于大马士革省。此外，一名什叶派教士在大马士革省被暗杀，8名反对派士兵死亡。
35名当局执法人员被杀，还有一名长官在大马士革被暗杀。

### 下旬
6月21日
一名叙空军飞行员驾驶米格-21戰鬥機变节到了约旦并寻求政治避难。
SOHR报道，包括107名平民在内的121人被部队所杀，其中32人死于霍姆斯，30人死于大马士革省，当天也因此成为非常血腥的一天。此外，至少10个反对派被杀，其中5人死于德拉，一名变节指挥官死于伊德利卜。
54个当局执法人员被杀，主要死于冲突中。
LCC报道，超过128个平民被部队打死，主要发生在大马士革郊区、哈马与德拉。
6月22日-“当局让我们绝望，那么我们人民呢？”
当天抗议的口号是"The governments let us down, but where are the people?"。抗议主要发生在中部阿勒颇、大马士革及其郊区、霍姆斯、哈马、伊德利卜、德拉和代尔祖尔省。87人被部队打死，主要发生于大马士革郊区，其中15人死于阿勒颇市。
叙利亚军队在叙与土耳其边界地带击落一架土耳其F-4鬼怪II战斗机。
SOHR报道，59个平民死亡，其中11人死于阿勒颇的集会上。包括一名变节上尉在内的6到10名反对派被杀，其中2人死于霍姆斯。
总计41个当局士兵死亡，其中包括26名在阿勒颇省西部死亡的Shabiha。
当天来自于伊德利卜省的5名军官变节，他们分别为2名准将，2名上校以及一名战斗飞行员。
6月23日
131个平民被部队所杀，其中31人死于代尔祖尔，26人死于大马士革郊区，以及24人死于伊德利卜。
当天又有三名战斗飞行员变节到了约旦。
6月24日
82个平民被部队所杀，其中23人死于代尔祖尔，14人死于哈马。
SOHR报道，55个平民和至少13个反对派士兵死亡（包括一名警官和一名中尉）。
28个当局执法人员被杀，其中27人死于冲突中，1人死于IED袭击。
6月25日
在阿勒颇有7名医生被当局情报人员抓获，他们受到酷刑，最终被活活烧死。
包括一名司令和2名上校在内的40个当局士兵变节进入土耳其，随行的还有他们的家人。这是自由军的一名指挥官在表示当局正准备在霍姆斯实施一场新的屠杀时透露出来的。
土耳其指责叙利亚再次袭击土耳其的一架军机。
SOHR报道，61个平民死亡，其中15人死于代尔祖尔，17人死于德拉。当局部队炮击了一处难民营，并杀害了德拉的一家四口人。至少5名反对派死亡。
31个当局士兵死亡，其中一些人死于伊德利卜和德拉的IED袭击。
LCC报道，80个平民死亡，其中20人在德拉遭到屠杀，以及17人死于部队对代尔祖尔的炮击。
6月26日
LCC报道，113个平民死亡，其中33人死于Quddasaya 与 al Hami Damascus, 16人死于德拉。
SOHR报道，83个平民死亡，其中28人死于大马士革郊区，19人死于伊德利卜省。至少7个反对派士兵死亡，其中包括一名死于哈马省的上校。
46个当局士兵死亡，大多死于交火中。
280个当局官兵在伊德利卜的一个主要公路点变节，随后他们同忠于当局的部队战斗，导致一架直升机被击落，六辆坦克被摧毁。
据报道，伯翰·加利昂已经秘密进入到了叙境内同反对派武装会面，以鼓舞他们的士气。
6月27日
LCC报道，104个平民被部队打死，其中42人死于伊德利卜，15人死于大马士革郊区。
SOHR报道，73个平民和15个反对派士兵被杀（5个死于德拉，9个死于伊德利卜）。一名德拉平民被当局士兵酷刑折磨致死。
至少57个当局士兵死亡。
位于大马士革的一个亲当局的电视台——al-Ikhbariya TV 建筑受到反对派的袭击，导致7人死亡，其他人被绑架。
6月28日
大马士革发生了两起汽车炸弹，一个发生在司法部停车场，另一个发生在警察局。导致3人受伤，多辆车受损。
LCC报道，超过139个平民被部队打死，其中在首都杜马地区的炮击与处决导致超过40人遇难。SOHR则报道说有多达190个平民在各地被害。
6月29日-“相信真主的胜利星期五”
自由军宣布俘获了当局部队的两名高官：少将Farag Shehada与一名情报机构的准将。
当天的口号是"Trust in God's Victory"。最大规模的抗议活动发生在大马士革市区与郊区、阿勒颇市、哈马，以及霍姆斯省、德拉省和伊德利卜省。LCC报道，有104个平民被部队打死，一些人在哈马被shabiha所屠杀。SOHR报道，47个平民死亡，其中10人死于代尔祖尔和大马士革郊区。9个反对派士兵死亡，其中5人死于德拉的Kafar Shams地区。
23个当局士兵被杀，其中5人死于拉塔基亚的一辆军用卡车上。
6月30日
LCC报道，174人被部队打死，其中85人在大马士革郊区Zamalka遭到屠杀。
SOHR报道90人遇难，其中41人死于大马士革郊区，13人死于代尔祖尔。有30个平民死于Zamalka的一场遭受炸弹袭击的葬礼上。2个医生死于大马士革与代尔祖尔。一个活动家在哈马遇难。共计11名反对派死亡，其中4人死于德拉，一个变节的警官在代尔祖尔死亡。
在Rankous，有27个当局士兵因冲突和卡车遇袭而死亡。
在联合国与阿盟联合特使安南的翰旋下，叙利亚问题“行动小组”外长会议在日内瓦举行，旨在推动落实安南有关叙利亚问题的“六点计划”和安理会有关决议，与会方包括5个安理会常任理事国和土耳其、伊拉克、卡塔尔和科威特的外长，以及联合国秘书长潘基文、阿盟秘书长阿拉比和欧盟外交和安全政策高级代表阿什顿。阿拉伯国家与欧美国家主张未来和平民主的叙利亚应建立在现任总统阿萨德下台的基础上，而俄罗斯则表示反对。会议最后通过一致《联合公报》，敦促叙利亚各方立即停止暴力，并全面落实“六点和平计划”和安理会相关决议。安南表示：各方决心紧急深入地开展合作，以尽快结束暴力和对人权的践踏；并启动由叙利亚人领导的政治进程来推进权力过渡，以满足叙利亚人民的合法诉求，并使其能够独立和民主地决定自己的未来。

## 七月

### 上旬
7月1日
69人被部队打死，其中14人死于首都郊区。
7月2日
至少114人被部队所杀，其中30人死于首都郊区，27人死于哈马，23人死于霍姆斯。包括数名军官在内的85个政府军变节到了土耳其，随行的还有他们的家人。
7月3日
LCC报道，71人被部队打死，其中14人死于代尔祖尔，13人死于霍姆斯。
SOHR报道52人遇害，15人死于首都农村，10人死于霍姆斯，10人死于德拉。7个反对派死亡，其中4人死于霍姆斯，2人死于Douma。
25个当局士兵死亡。
7月4日
一名自由军发言人表示，反对派已经控制了叙利亚大约40%的地区。
两名土耳其空军飞行员的遗体（被叙部队击落的土战机）被一艘美国深海考察船发现。
LCC报道，70人被部队所杀，其中17人死于伊德利卜。SOHR则报道有55平民和10个反对派遇害。
包括3名指挥官在内的34个当局士兵被杀。
7月5日
70人被部队打死，其中23人死于首都郊区，16人死于伊德利卜。
因不能容忍大量平民被杀，叙利亚共和国卫队的一名高级军官、前国防部长Mustafa Tlass（1972至2004年担任叙国防部长，是哈菲兹·阿萨德政府的核心成员）之子Manaf Tlass变节到了土耳其，Manaf Tlass是一名出生于拉斯坦的逊尼派人士，他领导指挥共和国卫队的第105旅，他的家乡拉斯坦曾遭政府军猛烈攻击，当地的许多逊尼派人士因此加入自由军，早在2011年他就因被怀疑同情示威者与反对派而遭到当局的软禁。与他一起变节的还有另外23名军官。
7月6日-“人民的解放战争星期五”
本周五的口号是"People's Liberation War"。在祷告后举行了广泛的抗议活动，主要发生在中部阿勒颇与大马士革及其郊区，霍姆斯省、哈马省、伊德利卜省、德拉省和代尔祖尔省。截止中午有至少89人在冲突中死亡。
在反对派撤退后，当局部队控制了伊德利卜省的Khan Sheikhoun 镇。
SOHR报道，当天有67个平民死亡：13人死于大马士革农村，11人死于霍姆斯，在Nawa有5人死于当局的炮击。还有6个反对派士兵死亡，其中3人死于伊德利卜；27个当局士兵被杀，其中包括一名死于阿勒颇的中尉。
当天由美国和土耳其等国提出的一份对叙利亚境内的暴力及侵犯人权行为予以谴责的草案，在日内瓦召开的人权理事会第20次常会上以41票赞成，俄罗斯、中国和古巴3票反对，以及印度、菲律宾和乌干达3票弃权的表决结果予以通过。决议强烈谴责叙境内各种严重侵犯人权的行为，并谴责叙政府和亲政府民兵的暴行，要求叙各方停止一切暴力，执行安南的六点和平计划。
当天在巴黎举行了第三次“叙利亚之友”国际会议（前两次分别在突尼斯市和伊斯坦堡举行），有100多个国家与国际组织的政府代表出席。“全国委员会”主席希达在巴黎呼吁国际社会在叙上空设立禁飞区和人道主义走廊。会议决定加大对反对派的援助力度，并继续对阿萨德政权施压；美国国务卿希拉莉批评俄罗斯和中国要为阻碍叙利亚的政治过渡付出代价；法国总统奥朗德说：“我们必须达致结论，即阿萨德必须下台，叙利亚必须组建过渡政府，这才符合大家的利益。”
7月7日
LCC报道，当天71人被部队打死，其中21人死于代尔祖尔。
SOHR报道37个平民遇难，其中15人死于代尔祖尔，6人死于哈马。还有13个反对派死亡，其中5人死于阿勒颇：一名变节中尉死于阿勒颇，一名变节上校死于伊德利卜的爆炸，一名变节警官死于大马士革农村；21个当局士兵死亡。
7月8日
LCC报道，57个平民和3个反对派被部队打死，主要发生在首都郊区和霍姆斯。
SOHR报道有53个平民遇难，11人死于哈马，9人死于代尔祖尔。在大马士革有一名医生被暗杀。17个反对派死亡，5人死于霍姆斯，1个军官死于德拉省；36个当局士兵死亡。
7月9日
32个平民被杀，10人死于伊德利卜，7人死于阿勒颇。6个反对派死亡；36个当局士兵死亡，一名军官死于伊德利卜，10个士兵死于代尔祖尔针对装甲车的袭击中。
NBC报道，反对派在过去的一、两周明显占领了不少地区，目前他们已经控制了许多农村地区。
7月10日
68个平民被杀，其中19人死于代尔祖尔，11人死于首都郊区。

### 中旬
7月11日
叙利亚驻伊拉克大使Nawaf al-Fares脱离政府，前往土耳其寻求政治庇护，他是17个月以来首个叛逃的大使，也是到目前变节级别最高的外交官。他在接受半岛电视台采访时表示：从一开始他就已支持革命；他称叙政府作出的改革承诺都是空谈，当局实施的只有杀戮及破坏；巴沙尔是杀害平民的罪犯，只有武力才能推翻巴沙尔；他愿意为革命发挥更大的作用；他呼吁追求自由的人，尤其是政府军士兵应立刻加入到革命的队伍中。受他的影响，叙利亚驻瑞典大使Bassam Imadi也变节脱离叙当局。
78人被部队打死，其中22人死于霍姆斯，还有13名巴勒斯坦解放军（Palestinian liberation army）士兵。
SOHR报道，包括三名指挥官在内的28个当局士兵死亡。9个反对派和44个平民死亡。
7月12日
150到250人死于哈马省的特列伊穆斯大屠杀中：当时政府军与Shabiha首先使用坦克、大炮和直升机攻击了Tremseh，然后实施了集体处决行动。叙政府则否认这些报道，称是“武装恐怖分子”制造的，有3名当局士兵在事件中被杀。活动家说当局部队早在数周前就一直在尽力想从自由军手中夺回Tremseh的控制权。
LCC报道，全天有287人被部队所杀，其中大多数是死于Tremseh屠杀中的村民。
7月13日-“打倒阿萨德的仆人安南星期五”
当天的口号是 "down with Annan, servant of Assad"，以表达对联合国与阿盟特使安南消极作为的不满。在阿勒颇、首都及其郊区、哈马省、德拉省、伊德利卜省和代尔祖尔都举行了大规模的反当局集会。
71人死于部队的枪火与炮击中，主要发生在伊德利卜和霍姆斯。
美国官方表示，叙当局正在移动所储备的化学武器。
SOHR报道当天59个平民死亡：13个死于大马士革，12个死于伊德利卜。32个反对派死亡，其中有一名陆军中尉死于阿勒颇，18个战士在伊德利卜死于与当局部队的交火中。
37个当局士兵被打死。
7月14日
SOHR报道，49个平民被杀：13人死于大马士革农村，11人死于代尔祖尔。一个IED爆炸袭击了哈马al-Karama地区的Fatima al-Saqqa学校，导致2个儿童在内的4个平民死亡。包括一名中尉在内的24个反对派死亡：8个死于阿勒颇，10个死于霍姆斯，一名变节警官死于代尔祖尔。
39个当局士兵被杀：13个死于阿勒颇，其中有1名军官；12个死于伊德利卜省的卡车袭击中。
75个平民被杀，其中20人死于霍姆斯。
7月15日
SOHR报道，59个平民死亡：16个死于霍姆斯，8个死于德拉，8个死于代尔祖尔；一名护士在代尔祖尔的al-Qouriya被当局部队酷刑折磨致死；德拉的一处难民营受到轰炸，导致1人死亡。16个反对派死亡：包括一名指挥官在内的2个战士死于代尔祖尔al-Omar石油地区的冲突中。
41个当局士兵被杀。
LCC报道72个平民死亡，主要发生在霍姆斯、哈马与伊德利卜。
革命派开始针对首都大马士革发起代号为“大马士革火山与叙利亚地震”（"Damascus volcano and Syrian earthquake"）的解放行动。
7月16日
在首都大马士革南部的Midan 与 Tadhamon地区，连续第二天发了激烈冲突，当局部队尽力想依靠坦克与装甲车部队包围反对派。反对派表示他们要解放首都，而当局部队则称要在48小时内清除任何反对派势力。叙国家电视台报道，当局部队在战斗中打死了超过80名反对派士兵。反对派则在17日表示他们打死了70名效忠当局的士兵和武装分子，并且还击落了一架武装直升机。
摩洛哥驱逐了叙大使，而作为报复，叙当局也驱逐了摩洛哥大使。
LCC报道，97人被部队打死：30个死于哈马，21个死于霍姆斯，13个死于阿勒颇，11个死于大马士革，8个死于德拉，7个死于代尔祖尔，4个死于大马士革郊区，3个死于伊德利卜。
SOHR报道，84个平民被杀：43人死于哈马（其中34人死于al-Hamidiyeh地区），14人死于霍姆斯。28个反对派死亡：5个变节士兵在哈马的医疗中心被处决。
41个当局士兵死亡，其中有2名军官。
主管负责叙部队化学武器的前指挥官 Adnan Silu 变节加入反对派。他对Asharq al-Awsat说，反对派已经控制了叙利亚全国60%的地区，并且需要北约有限的军事干预以推翻巴沙尔，“只要北约从空中袭击两次总统府，这样我们就可以控制所有叙利亚城市”。
两名伊拉克记者在大马士革被杀，之后被叙情报人员与警察交还给了伊拉克。
包括多名军官在内的总共525名政府军变节加入革命派进入到了土耳其，截止目前在土耳其已经有18位变节的将军。
7月17日
以色列情报机构表示，叙部队已经从戈兰高地朝大马士革和其他冲突地区转移。
56个平民和6个自由军被部队打死，其中23个平民死于大马士革。
7月18日
根据土耳其官方表示，包括2名准将在内的600名叙利亚人在夜间进入了土境内。
在大马士革发生了一次针对国家安全总部大楼的自杀式炸弹袭击，造成叙国防部长Daoud Rajha与巴沙尔的姐夫、国防部副部长Assef Shawkat，以及包括内政部长Mohammad Ibrahim al-Shaar在内的许多当局高官受伤，当时他们正在举行会议，这场袭击事件被叙利亚政府、中国、俄罗斯以及联合国秘书长潘基文谴责为恐怖袭击。
外界媒体称这起袭击事件由巴沙尔核心圈的一名保镖或一名军官实施，他亲手引爆了绑在身上的炸弹，但叙利亚自由军称炸弹是被一名变节的政府工作人员放入会议桌中间的花瓶内和一包巧克力内，当他离场时遥控引爆，并非自杀式袭击，叙利亚政府也表示事后已经逮捕了犯罪嫌疑人。包括自由军和伊斯兰旅在内的反对派宣称他们实施了这次袭击行动，这次事件被认为是对巴沙尔政权的重大打击。
叙国家电视台报道，总参谋长Fahad Jassim al-Freij被任命为新一任国防部长。
美国财政部宣布对叙利亚当局的20多名部长与6家企业实施新的制裁措施。
当天188个平民被部队打死，其中60个平民在大马士革Set Zaynab地区举行葬礼时遭到直升机攻击而遇难。
SOHR报道，62个当局士兵与28个反对派死亡。
7月19日
叙当局领导人价值一亿英镑的资产在英国被冻结。
在部队撤出阿勒颇省的库尔德城市艾因阿拉伯（位于叙与土耳其边境）后，该地被库尔德民众防卫委员会（Kurdish Popular Defense Committees）和平占领。反对派宣布他们已经完全控制了阿勒颇省的阿扎茲市（位于叙与土耳其边境）。而据报道，反对派已经夺回许多于2012年3月份失去的城镇。
叙与土耳其的三个边境路口地带已被反对派控制。Al Jazeera证实，反对派又于20日控制了边境路口Bab al Hawa。
伊拉克副内政部长Adnan al-Assadi表示，反对派也控制了叙与伊拉克的所有边境枢纽。而据伊拉克边境部队报道，他们看到了一个哨所的21名至22名叙当局卫兵在俘虏后被处决。
LCC报道，217个平民被部队打死，其中70人死于代尔祖尔，40人死于大马士革地区。
SOHR报道总计超过280人死亡，124个平民被杀：33个死于大马士革农村；10个死于首都市区；20个死于部队对大马士革Irbeen镇炮击中；1个汽车炸弹在大马士革Jdeida al-Khas乡村爆炸，导致一个小孩遇难；22个死于代尔祖尔；14个死于哈马；14个死于霍姆斯省，其中有1位新闻记者。
98个当局士兵死亡。
63个反对派死亡：各有15个死于哈马与伊德利卜，14个死于大马士革农村，6个死于霍姆斯省（其中有一位军官）。
由英国提交的联合国安理会草案以英国、美国、法国、德国、葡萄牙等11国的支持，中国与俄罗斯2票否决，以及巴基斯坦和南非2票弃权的结果未能通过。草案主要拟定巴沙尔·阿萨德政府若未能遵守联合国相关决议时，将面临制裁的内容。这是自去年以来中俄第三次否决安理会涉叙议案。
7月20日-“属于在大马士革取胜的斋月星期五”
超过30,000叙利亚人在19日与20日进入黎巴嫩。
全球穆斯林的斋月从今天开始。本周五的口号是"Ramadan for Victory in Damascus"。举行了大规模的反当局集会，最大型的发生在阿勒颇中心市区与大马士革市及其郊区，还有伊德利卜省、哈马省、德拉省与霍姆斯省。
215个平民死于部队的炮火下：55个死于大马士革郊区，26个死于大马士革市区（其中有至少10名抗议者死于Baramkeh地区的集会上）。
而在代尔祖尔市，有报道称当局部队使用毒气攻击平民。而刚变节的叙驻伊拉克大使 Nawaf Fares 在接受BBC采访时表示，他相信阿萨德会使用化学武器，Fares与自由军都表示当局已经使用了这些武器。而在不久前，华尔街日报曾报道，一名变节军官说叙当局正在运送转移化学武器，当局准备使用这些武器来作为四名核心高官被杀的报复手段。

### 下旬
7月21日
自由军首次在阿勒颇市（叙利亚人口第一大城市与工商业中心城市）展开大规模战斗，并控制了一些地区。
LCC报道，140人被部队所杀，其中包括18名变节士兵：34个平民死于霍姆斯，28个平民死于首都市区及郊区。
SOHR报道，164人死亡：86个平民，49个当局士兵和29个反对派。
7月22日
当局部队重新控制了首都大马士革。
LCC报道，111个平民被部队所杀，其中65人死于大马士革及其郊区。英国记者Alex Thomson在Midan郊区报道，当局部队对这个地区猛烈炮轰，然后实施挨家挨户的搜捕、屠杀与掠夺行动。当地居民也拍摄了一些屠杀视频。在郊区的墙上画了许多反阿萨德的标语，不过当局部队并没有理会这些标语。
SOHR报道，76个平民死亡：18个死于大马士革市区，16个死于大马士革乡村。22个反对派死亡。
34个当局士兵死亡。
SOHR报道，本周共计有209个反对派士兵和351个当局士兵死亡。
7月23日
175个平民被部队打死，其中90个死于首都地区。
阿盟部长级会议在多哈闭幕。会议主席、科威特副首相兼外交大臣萨巴赫在记者会上表示决议主要内容有：阿盟断绝与叙利亚当局的一切外交联系；呼吁联合国大会同意在叙利亚建立保护当地民众的安全区；呼吁叙境内外反对派、自由军及各有影响力政治派别立即组建过渡政府；呼吁巴沙尔下台，阿盟将为巴沙尔及其家人安全离境提供帮助，并确保叙利亚的领土完整和安全，保证权力和平交接。决定成立一个1亿美元的基金会，以为叙境内以及邻国的叙难民提供人道主义救助。
7月24日
叙利亚驻塞浦路斯女大使Lamia al-Hariri变节加入反对派到了卡塔尔，因此到目前共有三名叙大使公开变节（之前是伊拉克与瑞典大使）。她是叙副总统Farouk al-Sharaa的侄女。而前不久变节的叙驻瑞典大使Bassam Imadi说，叙驻德国、捷克与白俄罗斯大使也已经变节，只不过由于害怕叙当局的报复而还没有正式宣布。
150个平民被部队打死：46个死于哈马（其中30多人在Latamna被屠杀）。
当局部队首次使用米格-23战斗机轰炸了商业中心阿勒颇。人权观察中东分部负责人Sarah Leah Whitson表示，在人口密集地区使用战斗机引起他们极大的焦虑。
叙外交部发言人马克迪希拒绝了阿盟要求阿萨德下台的建议。
欧盟宣布加强对叙利亚制裁：冻结26个叙当局官员和3家企业在欧盟的资产，此前叙利亚已有129人和49个企业被列入制裁名单；对疑似运送军火的船只和飞机进行检查，以阻止武器从欧盟流入叙利亚；帮助约旦和黎巴嫩救助叙难民，呼吁国际社会为叙难民提供更多援助。
7月25日
由于日益复杂的安全形势，土耳其宣布关闭了土与叙的所有边境。联合国难民署发言人 Sybella Wilkes 表示，土耳其关闭的只是与叙利亚的商业运输往来，边界继续向叙难民敞开着。
叙驻阿拉伯联合酋长国大使Abdelatif al-Dabbagh变节到了卡塔尔，他的妻子Lamaya al-Hariri（驻塞浦路斯大使）之前也已经变节。
129人被部队打死：27人死于首都地区（其中大多死于Qaboun地区的一次屠杀中）。至少41个当局士兵和32个反对派士兵死亡。首都南部的Kadam郊区还在持续着战斗，一名男子报道说当局部队放火烧了当地的房屋。
当局从伊德利卜和哈马增派大量坦克到阿勒颇，以对付那里的反对派。
7月26日
来自阿勒颇省的叙国会议员Ikhlas al-Badawi变节到了土耳其，成为首位变节的议员，他谴责当局实施“野蛮的酷刑”。
对于自由军控制的阿勒颇西部与东部的一些地区，当局部队对西部地区进行炮轰，使用Mi-24雌鹿直升機对东部地区进行打击。
超过200名平民被部队打死：47人死于阿勒颇，46人死于首都地区（大多死于Yalda 与 Saynab地区的屠杀中）。
7月27日-“两个首都的起义星期五”
当天的口号是"The Revolt of the Two Capitals"，以声援革命军对大马士革与阿勒颇的战斗，全国各地都有抗议活动的发生。同时当局部队正准备围攻阿勒颇，以求夺回该市的控制权。
超过100个平民被杀，其中30个死于德拉。
叙利亚驻白俄罗斯与波罗的海国家的大使宣布变节加入反对派，白俄大使在接受半岛电视台采访时称，阿萨德政权已经不是一个合法的政府。
7月28日
叙国家电视台的一名主持人由于不能忍受当局对平民实施的罪行而宣布变节。
超过180个平民被杀，主要发生在阿勒颇、德拉与首都郊区。
当局部队先轰炸了自由军控制的阿勒颇地区，然后派出坦克部队与武装直升机前进攻击。自由军则使用火箭推進榴彈对付坦克，导致当局坦克被迫撤退，之后当局部队从远处继续轰炸自由军所在的地区。
7月29日
114个平民遇害，其中41人死于首都地区（当中36人死于 Moadamiyeh地区的一次屠杀中）。
全国委员会主席呼吁国际社会支援他们可以对付坦克和战机的重型武器。
7月30日
经过10个小时的战斗后，反对派占领了阿勒颇连接土耳其边境的一座重要的检查站。
拉塔基亚的一名副警长、准将与另外11名指挥官变节到了土耳其。
叙当局关闭了驻澳大利亚大使馆。
叙驻英国伦敦的一名高级外交官（代办）Khaled al-Ayoubi告知英国外交部门，他已经脱离叙当局。
至少100人被部队打死：30个死于首都郊区，25个死于阿勒颇。
7月31日
反对派攻占了阿勒颇市的2个警察局，打死至少40个警察。当时里面有许多情报部门Mukhabarat的人员与Shabiha，据报道这些人以前曾实施过大量的酷刑、强奸与集体处决等罪行；反对派在Salheddine 与 Hamdanuyeh地区继续抵抗当局部队的轰炸与进攻；当局士兵在该市机场附近发动袭击，以求打开来自首都的物资供应能够抵达的通道。
反对派占领了阿勒颇Al-Bab地区的一个军事基地。
97个平民被杀：22个死于阿勒颇，15个死于霍姆斯。叙当局驻亚美尼亚领事Mohammad Hussam Hafez变节加入反对派。

## 八月

### 上旬
8月1日
路透社报道，双方仍在Salheddine地区持续着激战。NBC News报道，反对派从临国土耳其运来20多枚地对空导弹，以对付当局部队的战机。不过一名自由军发言人否认这个报道。CNN报道，反对派将一所学校改成监狱，以关押被俘虏的当局士兵。美国监督员亲眼看到了叙空军使用战机轰炸反对派防守的地区。
当局继续增派部队进攻阿勒颇，这似乎造成了其他地区当局部队的短缺。反对派已接管许多北部的库尔德人地区。民主联盟党(Democratic Union Party，库尔德人政党，全国民主变革协调委员会成员)领导人Salih Muslim告诉BBC说，他们同当局进行武装斗争不是为了独立，而是在未来民主的叙利亚能实现库尔德人一定程度的自治地位。库尔德人武装已经至少控制了北部的四座城镇，其中有卡米什利、阿夫林、阿穆達、Terbaspi 与 艾因阿拉伯的大部分地区。这些地方偶尔还有一些冲突发生，不过并没有大的战斗。
超过170个平民被杀，主要发生在首都郊区（Shabiha与第四装甲师在Artouz 与 Yalda地区实施了两次屠杀事件）。
SOHR报道115个平民死亡：52个死于首都郊区，15个死于伊德利卜。阿勒颇战斗导致12个平民死亡。三名反对派死于阿勒颇，其中有两位指挥官，另有18名反对派死于其他地区。
45个当局士兵死亡。
8月2日
Kofi Annan说他宣布辞去联合特使职务，结束日期为8月31日。安南对记者表示：叙利亚交战双方不断加强装备和安理会陷入僵局，阻碍了他寻求外交解决的通路；俄罗斯、中国和伊朗“须携手说服叙利亚领袖改弦易辙，接受政治过渡的安排”，他说：“很明显地，阿萨德总统必须下台”。他也认为西方国家、沙特阿拉伯和卡塔尔也应该向反对派施压，“要他们接受完全包容的政治过程，即接受同现政府有关联的群体和机构。”
Al Jazeera报道，约旦人与叙部队于早晨在靠近约旦城市Ramtha的德拉省发生了武装冲突。
SOHR报道，超过113个平民死亡：29个死于大马士革市，12个死于大马士革农村；21个死于部队对Yarmouk Camp（位于大马士革的巴勒斯坦人的难民营）的炮轰，另有65人在炮轰中受伤，当地居民谴责当局的这个攻击。目击者通过电话告诉记者说，当地民众在该地的一条繁忙的街道上正准备吃斋饭（此时是斋月）时遭到了炮击；26个死于德拉省，其中13人死于部队对Busra al-Harir镇的炮轰。另外，还有大约50个平民死于哈马的al-Arba'een地区，这个数字还不能得到证实。
LCC报道，超过130个平民遇难。
28个反对派死亡，8个死于伊德利卜。
43个当局士兵死亡。
8月3日-“代尔祖尔 - 自由星期五”
部队对难民营的炮轰造成15个平民死亡。有62人在哈马被部队屠杀。
阿勒颇与大马士革持续着战斗。当局部队使用坦克和大炮攻击了首都南部的Tadamon地区。
叙准将、内政部负责武器购买的主管Ahmed Talas与一名少将、军事学院院长Mohamed Alhaj一起变节。
137个平民被杀：73个死于哈马，他们大多死于Arbaeen地区的一次屠杀中。
19个反对派死亡：6个死于伊德利卜，一名变节上校、Abu Abdullah Usman bin Affan营指挥官死于哈马的战斗中。
19个当局士兵死亡。
第66届联合国大会以133个国家赞成，中国、俄罗斯、叙利亚、伊朗、白俄罗斯、古巴、朝鲜、玻利维亚、缅甸、尼加拉瓜、委内瑞拉和津巴布韦共12个国家反对，以及印度、哈萨克斯坦、黎巴嫩、巴基斯坦和越南等31个国家弃权的结果通过一项由沙特阿拉伯、美国等53个国家共同提交的决议：决议谴责当局部队对居民区使用重型火炮和战机，要求当局停止使用并撤出重型火力，全面遵守各项国际法义务；谴责冲突双方侵犯人权和基本自由的行径。
8月4日
伊朗国家电视台报道，有48名伊朗朝圣者当天在大马士革郊区遭不明身份武装分子绑架。反对派称，被俘虏的这些人是精锐的伊朗革命卫队成员，当时正在大马士革展开侦查任务。
LCC报道，145个平民被部队打死，其中53人死于首都郊区。
8月5日
叙利亚首位宇航员穆罕默德·法里斯将军当天加入反对派逃至土耳其。法里斯于1987年乘坐苏联“联盟TM-3”飞船进行了为期8天的太空飞行，期间进行了医学实验，他还从太空拍摄了叙利亚。太空飞行后他返回叙军队服役。
LCC报道，125个平民被杀，其中59人死于首都郊区。
8月6日
叙国家电视台报道叙总理里亚德·法里德·希贾卜已被解职，他自2012年6月23日起任叙利亚总理。据法新社报道，他已经变节到了约旦，加入到了反抗巴沙尔·阿萨德的反对派中；欧马·加拉瓦基被当局任命为临时总理。希贾卜发表声明称叙当局是一个“恐怖政权”，“我从今天加入到真主保佑的革命中”。据报道，数月前他就已计划在自由叙利亚军的帮助下叛变。他将到达支持反对派的卡塔尔。希贾卜也鼓励其他官员与他一起叛变，反对派消息称，与他一起叛变的还有几名部长和军官。
一名准将叛变至土耳其。
有40人在该国中部被屠杀。
LCC报道，超过164个平民被部队打死：54人死于阿勒颇，33人死于首都郊区。
8月7日
超过1300名叙利亚人，包括一名准将和11名军官，于夜间逃到了土耳其。
鉴于安全形势，联合国把所有位于阿勒颇的监督员撤回大马士革。
SOHR报道，反政府武装在攻击一个发电站时打死了16人，死者大多是阿拉维派和基督徒。
一名幸存者说，当局武装在阿勒颇的一个监狱处决了10名犯人。他被发现时已经受伤，后来被运往反对派控制的城镇。
170个平民被杀：35人死于霍姆斯，33人死于大马士革郊区。当天共计257人死亡。
8月8日
反对派表示他们在大马士革附近打死了为当局部队充当军事顾问的俄罗斯将军Vladimir Petrovich Kuzheyev与他的私人翻译Ahmed Aiq。不过后来Vladimir Petrovich Kuzheyev在电视上露面否认上述报道，说他正在莫斯科过着退休生活。
反对派在阿勒颇设置了许多路边炸弹。
LCC报道，167个平民被部队打死：30人死于首都郊区，30个死于阿勒颇，22个死于哈马。
8月9日
LCC报道，142个平民被部队打死：40个死于首都郊区，33个死于阿勒颇。经历了连续多天的当局部队的进攻后，反抗军放弃了阿勒颇Salaheddine地区。当地面临缺医少药的局面，一些年轻的医生遭到当局部队的处决和射杀。
巴沙尔任命卫生部长瓦埃勒·纳德尔·哈勒吉为新一任总理。
9日，政府军已基本控制阿勒颇的“南大门”——萨拉丁区。
8月10日-“资助自由军反战机武器星期五”
当天抗议活动的口号是"Arm the FSA with Anti-aircraft Weapons"，主要发生在阿勒颇、大马士革，以及霍姆斯省、哈马省、伊德利卜省和德拉省。
LCC报道，180个平民被杀，其中75人死于阿勒颇市。

### 中旬
8月11日
在叙部队士兵朝逃亡约旦的叙难民开火后，叙部队与约旦部队在边境地带发生了冲突。冲突中使用了装甲车，约旦部队朝叙部队的两个哨岗开火，战斗持续了一小时。一名约旦官员表示：叙部队越界开火，约旦方面无人死亡。
两名记者在大马士革被杀。SANA的Ali Abbas死于自己的家里；Al Arabiya的Bara’a Yusuf al-Bushi与一名叙利亚人和一个反对派士兵死于一个炸弹袭击中。
LCC报道，101个平民被杀，其中29人死于首都郊区。
8月12日
叙准将、副警察司令Ibrahim al-Jabawi叛变到了约旦。
110个平民死亡：45人死于首都郊区，26个死于霍姆斯。
8月13日
联合国监督团负责人Babacar Gaye中将说暴力冲突正在加剧。
在大马士革郊区Artouz发生了一次屠杀事件，许多人被部队集体处决。自由军在东部的代尔祖尔省使用高性能高射炮成功击落一架俄制米格-23战斗机。阿萨德当局则说，战机是在“例常训练任务”中因机件故障而坠落的。
111个平民被部队打死，其中64人死于首都郊区。
8月14日
前总理里亚德·希贾卜说当局目前只控制了全国30%的面积。
超过100个平民被部队打死：23个死于首都郊区，20个死于德拉。
政府军已经占领阿勒颇的苏卡里、赛义夫多拉等地区。
8月15日
当局空袭了阿勒颇的一个医院，造成一人受伤。人权观察表示这次袭击违反了国际法。
联合国监督团所住的酒店附近发生了炸弹爆炸事件，造成3人受伤。
联合国发布调查报告，认定当局部队和沙比哈对胡拉大屠杀负责。当局空袭反对派控制的北部城镇阿扎茲，造成30人死亡。当局部队仍控制着该地的军事机场。
美国官员证实，在大马士革被自由军俘虏的48名伊朗人是伊朗军人。美国国防部长莱昂·帕內塔表示，伊朗军人正在叙境内为当局培训民兵。
一个黎巴嫩武装组织劫持了20人，其中大多是叙反对派成员，也有沙特和土耳其人。该组织表示如果叙利亚反对派不释放他们被绑架的成员，他们将实施更多类型的行动。
LCC报道，205个平民被杀，其中超过80人死于部队对阿扎茲的炮轰。
8月16日
阿萨德任命了三名新部长。
在大马士革有至少60人在一次屠杀中死亡。
LCC报道，当天有238人被部队打死，其中123人死于大马士革郊区（其中包括在Qatana发现的60具尸体）。
伊斯兰会议组织在沙特阿拉伯圣城麦加举行的成员国外长会议上，暂停了叙利亚的成员国资格。该组织秘书长称此举是伊斯兰世界对叙当局持续屠杀本国人民的回应。
联合国安理会决定在大马士革设立“联合国联络办公室”，以便在联合国监督团期满后联合国能在叙利亚继续开展相关工作，并继续为叙利亚民众提供援助和支持。
反对派阿勒颇市巴卜纳斯尔区指挥官阿布·奥马尔称如果西方或其他阿拉伯国家不施援，将求助基地组织。
8月17日-“统一自由叙利亚军星期五”
阿尔及利亚外交官Lakhdar Brahimi将接替Kofi Annan继续担任联合特使，他曾任阿尔及利亚外长，秘书长特别顾问以及秘书长阿富汗、海地、南非事务特别代表等职。
当局部队在猛烈袭击反对派后，一名在首都al Tal地区被劫持的国家电视台的记者获释。
当天的口号是"Unification of the Free Syrian Army"。大型的反当局抗议主要发生在阿勒颇、大马士革，以及哈马省、伊德利卜省、德拉省和霍姆斯省。
法国表示多次“壮观的”叛变事件正在叙利亚发生。
168个平民被部队打死。
8月18日
叙部队空袭靠近土耳其边境的叙城镇，导致8人遇难，并有至少20人受伤。 
148个平民遇难：57个死于首都郊区（其中在Al Tal发现了40多具尸体）。
当局部队试图夺取Bab al-Hawa（通往土耳其的边境路口），被反对派击退。
观察团团长18日指控反对派和反抗军无法保护平民。
8月19日
20辆政府军军装甲车进入代尔祖尔省东部的Mayadeen镇并控制了该镇。
叙利亚电视台播出巴沙尔最新画面，他周日出席了大马士革清真寺的祈祷，以庆祝开斋节。
170个平民被部队打死，其中51人死于德拉。
8月20日
联合国监督团的任期正式届满。
150个平民被部队打死，其中54人死于首都郊区。日本女记者山本美香在阿勒颇的冲突中丧生（当时她与自由军成员在一起，遭到了当局部队的射击，脖子中弹而身亡），成为2011年至今第四位在叙利亚遇难的外国记者，也是2012年第15位在叙利亚遇难的记者。
俄外长强调通过对话解决叙利亚冲突。

### 下旬
8月21日
超过230个平民被部队打死，其中104人死于首都郊区（主要死于Moadamiya地区的屠杀中）。
8月22日
超过184个平民被部队所杀，其中超过100人死于首都地区（主要死于Kafar Souseh 与 Qaboun地区的屠杀中）。
8月23日
LCC报道，超过200个平民被部队打死，其中96人死于首都地区。
一些居民报道说，当局部队控制了阿勒颇的基督徒地区。双方在叙伊边境城镇Al-Bukamal（Coordinates: 34°27′55.17″N 40°54′29.46″E / 34.4653250°N 40.9081833°E）发生激烈冲突，反对派在此俘虏了许多当局士兵和警察。
8月24日-“真主与德拉在一起星期五”
当天的口号是"God is with Daraa"。LCC报道，当天有206个平民被部队打死，其中55人死于首都郊区，45人死于代尔祖尔的Mayadin地区（炮击导致一栋大楼被毁）。当局部队加强了攻击力度。在大马士革的Midan地区，一名居民告诉卫报说:“任何人都正在遭到逮捕和杀害，当局对于居民和武装分子（反对派）不做任何区分对待”。
8月25日
LCC报道，440个平民被部队打死。而当局部队攻击大马士革西南部的Daraya地区一个贫穷的逊尼派社区时，屠杀了超过200人，该报道数字还未得到独立核实。
8月26日
Daraya地区又发生了一起新的屠杀事件。据报道死亡人数从300多到600之间。联合国秘书长潘基文呼吁立即进行独立调查。
LCC报道，244个平民被部队打死，其中85人死于首都郊区，76人死于Bushra al Sham的一次屠杀中。
反对派表示他们击落了一架当局的武装直升机，型号为Mil-24。
8月27日
231个平民被部队打死，其中148人死于首都地区。
法国总统弗朗索瓦·奧朗德呼吁全国委员会等反对派组织立即组建叙过渡政府，法国将在过渡政府成立后立即给予承认。
8月28日
LCC报道，140个平民被打死，其中54人死于首都郊区。
8月29日
反对派宣布他们攻击了北部城镇Taftanaz的一处空军基地（Coordinates: 35°58′20.53″N 36°46′57.74″E / 35.9723694°N 36.7827056°E），并摧毁了几架武装直升机。该消息还未得到独立核实。
反对派上传视频表示，如果当局部队使用化学武器，他们就立即使用防毒面罩做防护措施。
LCC报道，136个平民被打死，其中66人死于首都郊区。
8月30日
在伊朗首都德黑兰举办的不结盟运动峰会上，担任该组织秘书长的埃及总统穆罕默德·穆尔西在讲话中称，他与叙利亚人民站在一起，反抗已失去合法性的叙利亚压迫政权，并呼吁结束叙当局的“血腥屠杀”。
LCC报道，164个平民被部队打死，其中72人死于伊德利卜。
而在阿勒颇省，当局的一次空袭导致至少10个面包师死亡，并有数十人受伤。
8月31日
一个反对派小组对阿勒颇发动了一场激烈的进攻，他们攻击了空军基地以降低当局空军对他们的威胁。LCC报道，反对派在伊德利卜的Sarmin镇（Coordinates: 35°54′13.06″N 36°43′32.44″E / 35.9036278°N 36.7256778°E）击落一架当局直升机。
叙人权观察和LCC都报道，在其他地区双方的冲突也在持续着，包括大马士革、南部的德拉省和中部的霍姆斯省。叙人权观察报道当天共计100人死亡。自由军警告航空公司暂停在大马士革和阿勒颇的运输服务，因为他们计划最早将在下周开始对这两个城市的机场发动袭击。
LCC报道，当天112人被部队打死，其中38人死于首都郊区。